# Sandići
Sandići (Serbi: Сандићи) és un poble en el municipi de Brčko, Bosnia i Hercegovina., va anomenar per 
Sandić família. La Casa de Sandić va ser una casta de polítics molt prominents, intel·lectuals, soldats, capitans dins la història origina de Moračun (monestir) a principis del segle xv.